# Quartenier
Un quartenier était, sous l'Ancien Régime, le commandant d'un quartier de Paris, chargé de la milice bourgeoise et de certaines fonctions de police pour la sûreté et la tranquillité de la ville. 
Ils participaient à l'élection du prévôt des marchands et étaient assistés de dizainiers et de cinquanteniers.
Supprimés après l'insurrection des Maillotins, en 1382, les quarteniers furent rétablis en 1411. Lors de la Journée des barricades de 1588, ce sont les seize quarteniers qui dressèrent la ville contre Henri III au nom de la Ligue. 
En 1681, leurs charges furent érigées en titre d'office. En 1703, Louis XIV supprima leurs attributions militaires, et ils devinrent de simples magistrats de police.

## Source
- Marie-Nicolas Bouillet  et Alexis Chassang (dir.), « Quartenier » dans Dictionnaire universel d’histoire et de géographie, 1878 (lire sur Wikisource)